# Chapter Thirty-One: A Night to Remember
"Chapter Thirty-One: A Night to Remember" é o décimo oitavo episódio da segunda temporada da série de televisão americana Riverdale e o trigésimo primeiro episódio da série em geral. O episódio foi dirigido por Jason Stone e escrito por Arabella Anderson e Tessa Leigh Williams. Centrou-se em torno do Carrie: The Musical, de Lawrence D. Cohen, baseado no livro de mesmo nome de Stephen King.
Originalmente foi ao ar na The CW em 18 de abril de 2018 e de acordo com a Nielsen Media Research, foi assistido por 1,10 milhão de telespectadores.

## Sinopse
Kevin pede a Jughead para fazer um documentário de bastidores para a produção da escola de Carrie: The Musical, os alunos vêm para a escola e começam a ensaiar, ("In"), antes de se apresentarem aos membros do elenco. Betty ainda está em desacordo com Veronica e com raiva que ela mentiu para ela. Cheryl então tenta provar que ela merece o papel de Carrie. Depois, é revelado que Kevin recebeu uma carta pedindo que o papel de Carrie fosse reformulado, mas acredita que é uma ameaça pequena demais para ser o Black Hood. Betty, Veronica, Archie e Chuck mais tarde ensaiam ("Do Me a Favor"), e depois, Archie pergunta se ele pode manter o Firebird em sua casa, pois seu pai ainda não sabe disso.
Jughead diz a Betty sobre a carta e eles acreditam que pode ser Ethel, que contesta sua alegação. Alice visita FP no trabalho, mas ele parece desinteressado por ela. Cheryl e Josie ensaiam, o que faz com que Cheryl se desculpe por suas ações. Durante o ensaio, Betty acusa Veronica de ser uma encarnação de seu personagem, mas depois pede desculpas a ela. Archie e Fred estão trabalhando em sets para o jogo quando Hiram menciona o Firebird, o que perturba Fred. Betty descobre que sua mãe se culpa por chutar Chic.
Kevin recebe outra carta dizendo-lhes para reformular Cheryl, o que ele está prestes a fazer quando a mãe de Cheryl diz que ela não tem permissão, nem a personalidade para interpretar Carrie. Kevin informa a todos que Carrie foi reformulada, com Midge assumindo. Toni vai consolar Cheryl e a encoraja a enfrentar sua mãe. Alice e Midge ensaiam ("Stay Here Instead"), mas Alice fica chateada e foge do palco, com Betty correndo atrás dela e confortando-a. Archie percebe o quanto ele machucou seu pai e vai até Hiram, dizendo-lhe para não ficar entre ele e seu pai antes de devolver as chaves para o Firebird.
Na noite de abertura, Betty organiza para Hal vir para a casa e ele e Alice se reúnem. Archie compra um carro do ferro-velho para que ele e seu pai possam trabalhar juntos. O elenco está no camarim se preparando, enquanto Cheryl vai até Thistlehouse. Cheryl confronta sua mãe e ameaça queimar a casa, querendo emancipação, a casa, e para ela e Claudius partirem. FP chega na peça, mas sai depois de ver que Alice e Hal fizeram as pazes.
Veronica observa Chuck como ela percebeu que seu comportamento mudou enquanto ele esteve na peça. Chic entra no camarim, surpreendendo Betty. Quando a peça começa, Alice começa sua parte e Midge, não aparece. Quando a cortina se ergue, ela revela estar presa nas paredes com facas com uma mensagem do Black Hood. A multidão explode em gritos ao perceber que isso não fazia parte da peça.

## Elenco e personagens

### Principal
- KJ Apa como Archibald "Archie" Andrews / Tommy Ross[2]
- Lili Reinhart como Elizabeth "Betty" Cooper / Sue Snell[2]
- Camila Mendes como Veronica Lodge / Chris Hargensen[2]
- Cole Sprouse como Forsythe "Jughead" Jones III[2]
- Marisol Nichols como Hermione Lodge
- Madelaine Petsch como Cheryl Blossom / Carrie White[2]
- Ashleigh Murray como Josephine "Josie" McCoy / Miss Gardner[2]
- Mark Consuelos como Hiram Lodge
- Casey Cott como Kevin Keller[2]
- Skeet Ulrich como Forsythe "F.P." Jones II
- Mädchen Amick como Alice Cooper / Margaret White[2]
- Luke Perry como Fred Andrews

### Recorrente
- Nathalie Boltt como Penelope Blossom
- Jordan Calloway como Chuck Clayton / Billy Nolan[3]
- Martin Cummins como Tom Keller
- Hart Denton como Chic
- Vanessa Morgan como Antoinette "Toni" Topaz / Norma[2]
- Lochlyn Munro como Harold "Hal" Cooper
- Shannon Purser como Ethel Muggs / Helen[2]

### Convidados
- Drew Ray Tanner como Fangs Fogarty[2]
- Emilija Baranac como Midge Klump / Carrie White[2]
- Cody Kearsley como Moose Mason[2]

## Música
Em 19 de abril de 2018, a WaterTower Music lançou uma seleção de músicas do "Chapter Thirty-One: A Night to Remember", realizado por membros do elenco. Uma edição de vinil foi lançada nas lojas Urban Outfitters em 13 de julho de 2018.
| Lista de músicas |                                          |                                                               |         |  |
| N.º              | Título                                   | Artista                                                       | Duração |  |
| 1.               | "In"                                     | Elenco de Riverdale                                           | 3:18    |  |
| 2.               | "Carrie"                                 | Madelaine Petsch                                              | 3:18    |  |
| 3.               | "Do Me a Favor"                          | KJ Apa, Lili Reinhart, Camila Mendes & Jordan Calloway        | 2:52    |  |
| 4.               | "Unsuspecting Hearts"                    | Ashleigh Murray & Madelaine Petsch                            | 2:55    |  |
| 5.               | "The World According to Chris"           | Camila Mendes, Vanessa Morgan, Shannon Purser & Lili Reinhart | 2:07    |  |
| 6.               | "The World According to Chris (Reprise)" | Camila Mendes                                                 | 0:38    |  |
| 7.               | "You Shine"                              | KJ Apa, Lili Reinhart and Camila Mendes                       | 1:55    |  |
| 8.               | "You Shine (Reprise)" (Faixa bônus)      | Vanessa Morgan & Madelaine Petsch                             | 1:46    |  |
| 9.               | "Stay Here Instead"                      | Mädchen Amick & Emilija Baranac                               | 2:08    |  |
| 10.              | "A Night We'll Never Forget"             | Elenco de Riverdale                                           | 2:51    |  |
| 11.              | "Evening Prayers"                        | Mädchen Amick                                                 | 2:48    |  |
| Duração total:   | Duração total:                           | Duração total:                                                | 26:38   |  |

## Recepção

### Audiência
Nos Estados Unidos, o episódio recebeu uma percentual de 0,4%/2% entre os adultos com idades entre 18 e 49 anos, o que significa que foi visto por 0,4% de todos os domicílios e 2% de todos os que assistiam televisão no momento do transmissão. Foi assistido por 1,10 milhões de espectadores.

### Resposta crítica
O site de agregadores de revisão Rotten Tomatoes relatou um índice de aprovação de 100% para o episódio, com base em 12 avaliações, com uma classificação média de 9,23/10. O consenso crítico do site diz: "Em "A Night to Remember", uma segunda temporada desigual vem à tona quando o primeiro episódio musical de Riverdale—e esperançosamente não o último—gloriosamente tece os muitos tópicos errantes do programa de volta ao seu tema central de mistério de assassinato."